# Héctor Béjar

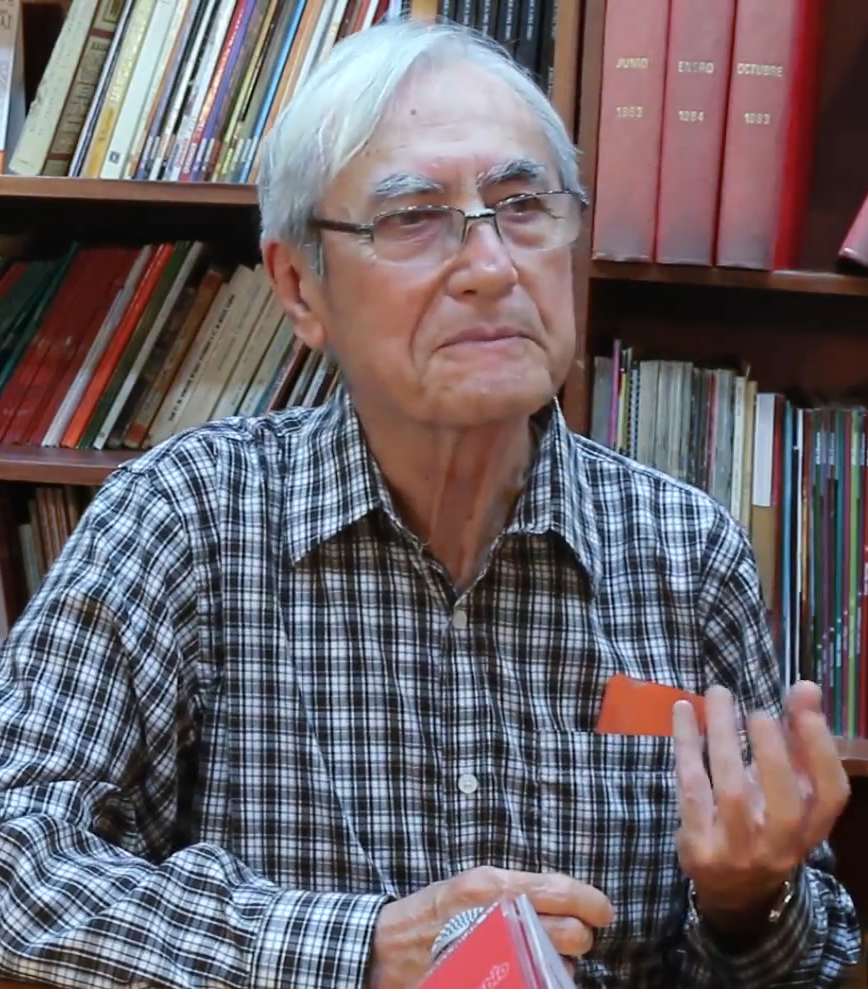
Héctor Béjar, 2016

Héctor Béjar Rivera (* 2. September 1935 im Distrikt Ricardo Palma, Provinz Huarochirí, Region Lima, Peru) ist ein peruanischer Autor, Bildhauer, Soziologe, Rechtsanwalt und Politiker. In den 1960er Jahren in der Guerilla-Bewegung ELN aktiv, war er im Juli und August 2021 unter Pedro Castillo kurzzeitig peruanischer Außenminister.

## Leben

### Herkunft
Héctor Béjar wurde 1935 im Bergland von Huarochirí bei Lima geboren. Sein Vater Mariano Béjar Pacheco war Musiker und APRA-Mitglied, jedoch mit der Parteiführung unzufrieden. Seine Mutter Zoila Rivera Rodríguez war Lehrerin.

### Studienzeit in den 1950er Jahren
Ab 1951, also mit einem Alter von 15 Jahren, studierte Béjar Rechtswissenschaft an der Universidad Nacional Mayor de San Marcos (UNMSM) in Lima, wo er auch die Lizenziatur erlangte. Um sich den Lebensunterhalt zu verdienen, arbeitete er in dieser Zeit bis 1960 gleichzeitig als Nachrichtensprecher und Moderator bei Radio Central de Lima. Ab 1953 war er in der illegalen Peruanischen Kommunistischen Partei (PCP), wurde jedoch 1959 wegen inhaltlicher Differenzen ausgeschlossen. Seine beiden ersten Inhaftierungen erlebte er 1956 als Organisator einer Veranstaltung für José Carlos Mariátegui sowie 1958 bei Protesten gegen den Besuch Richard Nixons in Lima. In den 1950er Jahren studierte Béjar zudem Künste an der Escuela Nacional de Bellas Artes del Perú in Lima.

### Bei der Guerilla
1962 begab sich Béjar kurz nach der kubanischen Revolution nach Kuba, wo er Che Guevara kennen lernte und sich im Guerillakampf ausbilden ließ. Béjars Gruppe wurde geleitet von Manuel Piñeiro, genannt Comandante Barbarroja („Kommandant Rotbart/Barbarossa“).
Nach seiner Rückkehr nach Peru arbeitete er zusammen mit Luis de la Puente Uceda in der „Bewegung der Revolutionären Linken“ (Movimiento de Izquierda Revolucionaria, MIR) mit. Gemeinsam mit dem Dichter Javier Heraud gründete er 1962 das „Nationale Befreiungsheer“ (Ejército de Liberación Nacional, ELN), das denselben Namen trug wie einige Schwesterorganisationen in Lateinamerika in den 1960er Jahren. Die Guerilla verschrieb sich dem „Kampf gegen die ausbeuterische Versklavung der Indigenen, die Ausbeutung der Arbeiter und die Plünderung unserer Naturressourcen durch ausländisches Kapital.“ Béjars junger Gefährte Heraud fiel am 15. Mai 1963 in Puerto Maldonado im Kugelhagel der Soldaten der peruanischen Armee.
Danach kehrte Béjar zunächst in die kubanische Hauptstadt Havanna zurück, um die Aktionen des ELN in Peru zu planen. 1965 leitete er unter dem Namen Calixto die nach dem gefallenen Kämpfer Javier Heraud benannte Guerilla-Gruppe des ELN in der Provinz La Mar in der Region Ayacucho. Am 25. September 1965 nahm die von Béjar geleitete Guerilla-Gruppe die Hacienda Chapi ein, tötete drei Hacendados, nahm das Geld und verteilte das Vieh unter den Quechua-Landarbeitern. Im Dezember 1965 vernichtete das peruanische Militär die Gruppe Javier Heraud in der Region Ayacucho. Héctor Béjar war einer von nur zwei überlebenden Guerilleros.
Am 27. Februar 1966 kehrte Béjar nach Lima zurück. Nur einen Tag später wurde er verhaftet, als er sich bei dem Ökonomie-Dozenten Virgilio Roel aufhielt. Ihm wurde als Grund für die Verhaftung Aufruhr (sedición) vorgeworfen.

### Haftzeit von 1966 bis 1970
Angesichts der drohenden Todesstrafe schrieb eine Gruppe französischer Intellektueller – François Mauriac, Jean-Paul Sartre, Simone de Beauvoir, Alain Resnais, Arthur Adamov, Laurent Schwartz, Jacques Prévert, Claude Bourdet, Charles Bettelheim und Michel Leiris – einen Brief an den Präsidenten Fernando Belaúnde Terry mit der Bitte, den Fall Béjar vor einem ordentlichen Gericht zu verhandeln. Béjar wurde in das Hochsicherheitsgefängnis El Frontón gebracht, wo er sich mit dem Mitgefangenen Hugo Blanco Galdós solidarisierte:

„Ich betrachte Hugo Blanco als wahrhaften Revolutionär und habe ihn immer als Vorbild bewundert, obwohl ich seiner These von der dualen Herrschaft nicht zustimmte ... Ich kenne ihn ebenso wie seine persönliche Integrität seit langem ... Ich denke, seine Arbeit zur gewerkschaftlichen Organisierung der Landarbeiter ist großartig ... Ihm ist nicht geholfen worden, er ist isoliert und sogar bekämpft worden, und hier sind die Ergebnisse ...“

Die Staatsanwaltschaft forderte für Béjar 17 Jahre Haft. Es kam jedoch zu keiner Verurteilung. Die Landarbeiter der Hacienda Chapi, unter denen 1965 das Vieh verteilt worden war, konnten Béjar nicht als einen der Guerilleros erkennen. Béjar blieb ohne Verurteilung in Haft.
In der Zeit seiner Haft erschien sein erstes Buch Perú 1965: Apuntes sobre una experiencia guerrillera, das 1969 den Literaturpreis Premio Latinoamericano de Ensayo de Casas de Américas erhielt.

### Zusammenarbeit mit Juan Velasco Alvarado und die Jahre nach seinem Sturz
Nach dem Sturz Belaúndes 1968 durch General Juan Velasco Alvarado kam Héctor Béjar im Rahmen einer allgemeinen Amnestie im Dezember 1970 gleichzeitig mit Hugo Blanco Galdós, Elio Portocarrero und anderen bedingungslos frei. Während Velascos Revolutionärer Regierung der Streitkräfte (Gobierno Revolucionario de la Fuerza Armada) arbeitete Béjar in deren Organisation SINAMOS (Sistema Nacional de Apoyo a la Movilización Social) mit, wo er gemeinsam mit Organisationen der Jugend, der Landarbeiter und Kooperativen die Landreform der Regierung unterstützte. Ziel der Revolutionären Regierung der Streitkräfte war es, als Militärs die Macht im Lande wieder abzugeben, jedoch nicht den Parteien, sondern den „Arbeitern und Bauern“, wie sie in SINAMOS organisiert waren. Zeitweise arbeitete Béjar als stellvertretender Direktor der verstaatlichten Zeitung El Comercio in Lima.
Nach dem Sturz Velascos durch Francisco Morales Bermúdez 1975 musste Béjar in den Untergrund gehen, da er ein Jahr lang mit Haftbefehl gesucht wurde. Im Dezember 1976 konnte er sein zweites Buch La revolución en la trampa („Die Revolution in der Falle“) veröffentlichen. 1977 gründete Béjar mit anderen ehemaligen Mitarbeitern der Revolutionären Regierung der Streitkräfte das Zentrum für Entwicklung und Partizipation (Centro de Desarrollo y Participación, CEDEP) unter Leitung von Hélan Jaworski Cárdenas, das eine der ersten peruanischen Nichtregierungsorganisationen auf dem Gebiet der ländlichen Entwicklung war. Béjar war von 2000 bis 2009 Direktor des CEDEP.
In der Zeit des Bewaffneten Konfliktes in Peru in den 1980er Jahren distanzierte sich Héctor Béjar von der maoistischen Guerilla „Leuchtender Pfad“ (Sendero Luminoso), wobei er den neuen Untergrundkämpfern das Recht absprach, sich als „Nationales Befreiungsheer“ zu bezeichnen.

### Akademischer Werdegang ab den 1990er Jahren
1999 erhielt Bájar die Zulassung als Rechtsanwalt. 2020 erreichte er an der UNMSM den Magister in Sozialpolitik und 2006 die Promotion in Soziologie mit summa cum laude. Er übernahm den Lehrstuhl für Politische Wissenschaft an der Pontificia Universidad Católica del Perú (PUCP).

### Außenminister 2021 unter Pedro Castillo

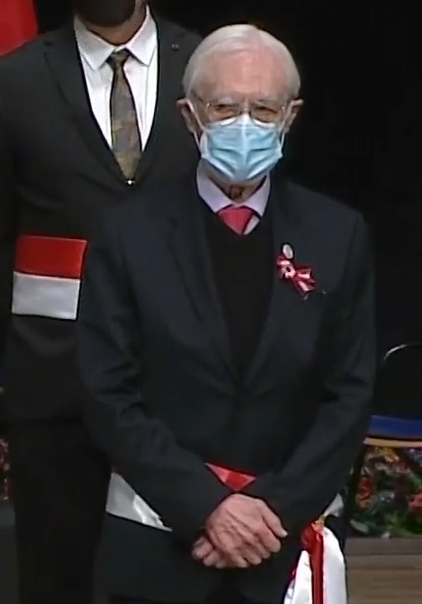
Béjar während seiner Vereidigung als Minister der Regierung von Pedro Castillo, 2021.

Am 29. Juli 2021 wurde Béjar vom frisch gewählten Staatspräsidenten Pedro Castillo zum peruanischen Außenminister im Kabinett Castillo ernannt. Die links gerichtete Regierung unter Premierminister Guido Bellido stand von Beginn an unter heftigem Beschuss durch die rechts gerichtete Opposition, wobei Vorwürfe des Terrorismus (in Peru auch als Strategie des Terruqueo bezeichnet, als Peruanismus terruco = „Terrorist“) oft im Vordergrund standen. Nach nur zwei Wochen Amtszeit wurden polemische Erklärungen Béjars vom November 2020 an die Öffentlichkeit gebracht, in denen Béjar der Peruanischen Kriegsmarine, die während des Bewaffneten Konflikts in Peru in den 1980er Jahren laut Kommission für Wahrheit und Versöhnung besonders viele und schwere Verbrechen an der indigenen Quechua-Bevölkerung Ayacuchos begangen hatte, und der US-amerikanischen Central Intelligence Agency (CIA) vorwarf, selbst die Epoche des Terrorismus in Peru verursacht beziehungsweise die Terrororganisation Sendero Luminoso erschaffen zu haben:

„Ich bin von zwei Dingen überzeugt, (obwohl) ich sie nicht beweisen kann. Erstens, Sendero war zu großen Teilen ein Werk der CIA und der Nachrichtendienste. Und zweitens, ein Großteil der Operationen zur Spaltung der Linken hat etwas mit den feindlichen Nachrichtendiensten zu tun.“

Nachdem die peruanische Kriegsmarine (Marina de Guerra) die Erklärungen Béjars kategorisch zurückgewiesen und ihn als Minister für untragbar bezeichnet hatte, erklärte der Außenminister Béjar nach nur 19 Tagen Amtszeit am 17. August 2021 seinen Rücktritt. Sein Nachfolger im Amt wurde am 20. August 2021 Óscar Maúrtua.

## Veröffentlichungen (Auswahl)
- 1969: Perú 1965: Notas de una experiencia guerrillera. Campodónico–Moncloa Editores Asociados, Lima.
  - dt. Peru 1965, Aufzeichnungen eines Guerrilla-Aufstands. Suhrkamp, Frankfurt am Main 1970.
- 1976: La Revolución en la Trampa. Ed. Socialismo y Participación, Lima.
- 2010: Mitos y Metas del Milenio. CEDEP, Lima.
- 2011: Política Social, Justicia Social (4. Auflage). Achebé Ediciones, Lima. 470 Seiten. ISBN 978-612-00-0560-6 (1. Auflage war in Lima 2001.)[18]
- 2012: Mito y Utopía: Relato Alternativo del origen Republicano del Perú. Achebé Ediciones, Lima.
- 2015: Retorno a la Guerrilla. Achebé Ediciones, Lima.
- 2019: Vieja crónica y mal gobierno: Historia del Perú para descontentos. Achebé Ediciones, Lima.
- 2020: Velasco.[19]

### Mit anderen Autoren
- Héctor Béjar, Carlos Franco, 1985: Organización campesina y reestructuración del Estado. CEPES, Lima.